# ナコーンシータンマラート空港
ナコーンシータンマラート空港（ナコーンシータンマラートくうこう、タイ語 : ท่าอากาศยานนครศรีธรรมราช、英語 : Nakhon Si Thammarat Airport ）は、タイ王国南部、ナコーンシータンマラート県ムアンナコーンシータンマラート郡パークプーン町にある空港。

## 施設
滑走路は01/19方向に2,100m (6,890 ft) の長さのものが1本ある。誘導路は無く航空機は滑走路の両端で折り返す。空港ターミナルビルにボーディング・ブリッジはなく乗客は搭乗検査後、徒歩にて駐機場まで向かう。

## 就航航空会社と就航都市
国内線
| 航空会社             | 就航地                                                                                  |
| -------------------- | --------------------------------------------------------------------------------------- |
| タイ・エアアジア     | ドンムアン空港(バンコク)、スワンナプーム空港(2025年10月1日より運航開始予定)（バンコク） |
| ノックエア           | ドンムアン空港（バンコク）                                                              |
| タイ・ライオン・エア | ドンムアン空港（バンコク）                                                              |